# Bousselange
Bousselange település Franciaországban, Côte-d’Or megyében. Lakosainak száma 52 fő (2022. január 1.). Bousselange Saint-Loup, Tichey, Grosbois-lès-Tichey, Lanthes, Montagny-lès-Seurre, Annoire és Pourlans községekkel határos.

## Népesség
A település népességének változása:
| Lakosok száma | 88   | 76   | 69   | 57   | 55   | 58   | 51   | 47   | 47   | 52   |
|               | 1968 | 1982 | 1990 | 2006 | 2013 | 2015 | 2017 | 2019 | 2020 | 2022 |